# Tityus ivicnancor
Espèce
Tityus ivicnancor est une espèce de scorpions de la famille des Buthidae.

## Distribution
Cette espèce est endémique de l'État de Lara au Venezuela. Elle se rencontre vers Andrés Eloy Blanco.

## Description
Le mâle syntype mesure 64,18 mm et la femelle syntype 54,92 mm.

## Étymologie
Son nom d'espèce lui a été donné en référence au lieu de sa découverte, l'Instituto Venezolano de Investigaciones Científicas.

## Publication originale
- González-Sponga, 1997 : « Venezuelan Arachnides. Two new species of the Tityus genus (Scorpionida: Buthidae) in the State of Lara. » Journal of Venomous Animals and Toxins, vol. 3, no 2, p. 295-310.